# FHR School of Management
De FHR School of Management is een hogeschoolinstelling in Paramaribo, Suriname. Het is een van de scholen van het FHR Lim A Po Institute for Social Studies.
De school werkt samen met enkele Nederlandse instituten, zoals de Maastricht School of Management (MSM) en het Nederlandse Erasmus Centrum voor Zorgbestuur (niet gelieerd aan de Erasmus Universiteit, wel aan de Universiteit Utrecht).
De Vereniging van Economisten in Suriname (VES) reikt jaarlijks een prijs uit voor een masterthesis met toegepast wetenschappelijk onderzoek dat maatschappelijke relevantie heeft. In 2019 werd deze prijs gewonnen door een student van deze school. De prijs is gedoteerd met 1000 Amerikaanse dollar.

## Studenten
Hieronder volgen (voormalige) studenten met een artikel op Wikipedia:
- Suelle Shepperd, sporter en internationaal scheidsrechter.